# Henry Ellis (Politiker)
Henry Ellis (* 29. August 1721 im County Monaghan, Irland; † 21. Januar 1806 in Neapel) war ein britischer Forscher, Autor und Kolonialpolitiker.

## Lebenslauf
Henry Ellis war der Sohn von Francis und Joan Ellis, geborene Maxwell. Er studierte an der Anwaltskammer Middle Temple Jura. In den Jahren 1746 und 1747 nahm er jeweils an einer Expedition zur Entdeckung der Nordwestpassage teil. Die Expeditionen blieben zwar erfolglos, aber Ellis schrieb ein Buch darüber mit dem Titel Voyage made to Hudson’s Bay in 1746, by the Dobbs Galley and The California, to discover a Northwest Passage. Nach der Veröffentlichung wurde er in die Royal Society aufgenommen.
Zwischen 1750 und 1755 betätigte sich Ellis als Sklavenhändler, indem er Sklaven aus Afrika nach Jamaika transportierte und dort verkaufte. Nach der Abberufung von John Reynolds als königlicher Gouverneur der Province of Georgia wurde er zu dessen Nachfolger bestimmt. Er trat sein neues Amt am 16. Februar 1757 als Vizegouverneur an, wobei er in Abwesenheit eines Gouverneurs schon damals dieses Amt de facto ausübte. Am 17. Mai 1758 erhielt er dann offiziell den Gouverneursposten. Diesen bekleidete er bis zum 2. November 1760. Diese Zeit war von den Ereignissen des Siebenjährigen Kriegs in Nordamerika geprägt. Es gelang ihm, einen Frieden mit den Indianern zu schließen. Trotzdem blieb die Bedrohung eines militärischen Angriffs sowohl durch die Franzosen als auch durch die mit ihnen verbündeten Indianer bestehen.
Auch über Georgia veröffentlichte Ellis eine literarische Abhandlung mit dem Titel Heat of the Weather in Georgia. Die klimatischen Bedingungen waren es schließlich, die ihn aus gesundheitlichen Gründen zur Aufgabe seines Amtes zwangen. Auf dem Rückweg nach England forderte er mehr militärische Unterstützung für die britischen Kolonien im Süden der amerikanischen Ostküste. Nach seiner Rückkehr wurde in London sein Rat hinsichtlich der Besteuerung der Kolonien eingeholt. Damit nahm er Einfluss auf die weitere Entwicklung der Kolonien die schließlich zum Unabhängigkeitskrieg führte. Für seine Verdienste um die britische Krone erhielt er einige bezahlte Titel ohne eigentlichen Aufgabenbereich (sinecure). Dazu gehörte auch das Amt des Gouverneurs von Nova Scotia, das er zwischen 1761 und 1763 innehatte, ohne es tatsächlich auszuüben. Seine späteren Jahre verbrachte Henry Ellis in Italien, wo er sich wissenschaftlichen Forschungen widmete. Er erlebte noch den britischen Verlust der 13 Kolonien in Amerika und die Entstehung der USA. Henry Ellis starb am 21. Januar 1806 in Neapel.